# Ifjúsági Tárogató
Az Ifjúsági Tárogató 19. század végi magyar nyelvű ifjúsági szépirodalmi könyvsorozat volt, amely Wolkenberg (Kárpáthy) Gyula írásait tartalmazta. Az egyes kötetek (terjedelmük szerint inkább füzetek) Rózsa Kálmán és neje kiadásában Budapesten jelentek meg 1892-ben, és a következők voltak:
- 1. sz. Eszter. Egy képpel. (16 l.)
- 2. sz. A varázsgyürü. Egy képpel. (16 l.)
- 3. sz. A halász titka. Egy képpel. (16 l.)
- 4. sz. Az erdei tündér. Egy képpel. (16 l.)
- 5. sz. A bányarém. Egy képpel. (16 l.)
- 6. sz. Az 1876-iki árviz. Egy képpel. (16 l.)
- 7. sz. A kigyókirály. Egy képpel. (16 l.)
- 8. sz. A jó tett jutalma. Egy képpel. (16 l.)
- 9. sz. A három jó barát. Egy képpel. (16 l.)
- 10. sz. A tündérsziget. Egy képpel. (16 l.)
- 11. sz. A három karácsonyfa. Egy képpel. (16 l.)
- 12. sz. Tetemre hivás. Egy képpel. (16 l.)
- 13. sz. A ki másnak vermet ás, maga esik bele. Egy képpel. (16 l.)
- 14. sz. A libapásztor. Egy képpel. (16 l.)
- 15. sz. Az elveszett fiú. Egy képpel. (16 l.)
- 16. sz. A két testvér. Egy képpel. (16 l.)
- 17. sz. Berta a kis remete. Egy képpel. (16 l.)
- 18. sz. Ki Istenben bizik. Egy képpel. (16 l.)
- 19. sz. Mártha néni. Egy képpel. (16 l.)
- 20. sz. A vörösvágási opálbánya. Egy képpel. (16 l.)
- 21. sz. Tündérvilág. Egy képpel. (16 l.)
- 22. sz. Szomorú napok. 1848/49. Egy képpel. (16 l.)
- 23. sz. Ágnes, a lévai hóhér leánya. Egy képpel. (16 l.)
- 24. sz. A megtért bűnös. Egy képpel. (16 l.)
- 25. sz. A törpe király hálája. Egy képpel. (16 l.)